# Kostel svatého Václava (Orlovice)
Kostel svatého Václava je římskokatolický farní kostel, jenž stojí nad obcí Orlovice poblíž okresního města Vyškov v Jihomoravském kraji v předhradí hradu Orlov.

## Historie
Kostel nechal na místě původního předhradí hradu Orlov v roce 1785 vybudovat slavkovský měšťan Franc Zhořel. Na témže místě stávala památná kaple řádu špitálu sv. Jana Jeruzalemského (Rytířského řádu johanitů, Maltézského řádu), kteří na hradě Orlov sídlili v letech 1173 až 1490.